# Maces (Líbia)
Els maces (en llatí: Macae; en grec antic: Μάκαι) foren una tribu líbia de la regió del Gran Sirte, a la costa nord de Líbia, que habitaven a la vora del riu Cínips (en). Tenien per veïns els nasamons i els psils, a llevant, i els gindans, a ponent i dellà del riu Cínips. Heròdot és el primer que els esmenta, qui en destaca el pentinat, molt curt pels costats i llarg per la part superior. També els esmenten Diodor de Sicília (segle i aC), Plini el Vell (segle i), Sili Itàlic (segle i) i Claudi Ptolemeu (segle ii). Polibi, per la seva banda, esmenta uns macceus (Μακκαῖοι) com a mercenaris l'exèrcit cartaginès. A diferència d'altres pobles, els maces apareixen en fonts molt tardanes, fins al segle vi.
Els maces varen ser els que impediren, juntament amb els cartaginesos, que els doris establissin una colònia a la desembocadura del riu Cínips. Sembla que els maces eren pobles transhumants que, a l'estiu, duien el bestiar a les muntanyes interiors. Sili Itàlic els descriu habitant en tendes, barbuts, vestits amb pell de cabra i armats amb un boomerang anomenat cateia.
Sembla que els maces eren un poble molt extens, que englobava nombroses tribus (entre els quals potser els nasamons). D'altra banda, hom ha suggerit que els maces podrien ser el mateix poble que, en el mil·lenni anterior, era anomenat meixweix en les fonts egipcianes.